# الحزب الشيوعي المغربي
الحزب الشيوعي المغربي هو حزب سياسي في المغرب. أسسه ليون سلطان في نوفمبر 1943 كموحد للجماعات الشيوعية المبعثرة التي كانت موجودة في المغرب منذ عام 1920.